# Coleophora soriaella
Coleophora soriaella é uma espécie de mariposa do gênero Coleophora pertencente à família Coleophoridae.